# Образование без раници
„Образование без раници“ (ОбР) е българска неправителствена организация.
Според организацията, целта ѝ е да „работи всички български ученици да получат образование на световно ниво и да са успешни в живота, наравно с тези, които са учили в най-елитните училища по света“.
Локализира на български Кан Академия, мащабната безплатна образователна платформа. Работи с учители, директори, родители и ученици по процесите на преподаване и учене в училище и у дома, с акцент дигитализация и използването на безплатни образователни инструменти и ресурси.
В месеците на пандемията с Ковид през 2020 г. подкрепя учители и родители, например уебинари или примерни графици за организиране на деня на децата при дистанционно обучение; с онлайн състезания за ученици; с мрежа от ученици „посланици“, които помагат на други ученици. Работи с МОН по отношение на дистанционното обучение.
Сред основателите на ОбР е Иван Господинов.